# Championnats du monde d'haltérophilie 1992
Navigation
Édition précédente Édition suivante
Les Championnats du monde d'haltérophilie 1992 se tiennent du 16 mai 1992 au 24 mai 1992 à Varna. Seuls les femmes participent à cette édition.

## Médaillées
| Épreuve     | Or                        | Or          | Argent                     | Argent   | Bronze                       | Bronze   |
| 44 kg       | 44 kg                     | 44 kg       | 44 kg                      | 44 kg    | 44 kg                        | 44 kg    |
| ----------- | ------------------------- | ----------- | -------------------------- | -------- | ---------------------------- | -------- |
| Arraché     | Guan Hong (CHN)           | 75,0 kg RM  | Kunjarani Devi (IND)       | 65,0 kg  | Sibby Flowers (USA)          | 62,5 kg  |
| Épaulé-jeté | Guan Hong (CHN)           | 100,0 kg RM | Kunjarani Devi (IND)       | 77,5 kg  | Misasanga Wangkiree (THA)    | 77,5 kg  |
| Total       | Guan Hong (CHN)           | 175,0 kg RM | Kunjarani Devi (IND)       | 142,5 kg | Sibby Flowers (USA)          | 140,0 kg |
| 48 kg       |                           |             |                            |          |                              |          |
| Arraché     | Liu Xiuhua (CHN)          | 82,5 kg RM  | Izabela Rifatova (BUL)     | 77,5 kg  | Ri Yong-hwa (PRK)            | 72,5 kg  |
| Épaulé-jeté | Liu Xiuhua (CHN)          | 105,0 kg RM | Izabela Rifatova (BUL)     | 97,5 kg  | Donka Mincheva (BUL)         | 92,5 kg  |
| Total       | Liu Xiuhua (CHN)          | 187,5 kg RM | Izabela Rifatova (BUL)     | 175,0 kg | Donka Mincheva (BUL)         | 162,5 kg |
| 52 kg       |                           |             |                            |          |                              |          |
| Arraché     | Peng Liping (CHN)         | 87,5 kg RM  | Janeta Georgieva (BUL)     | 77,5 kg  | Robin Byrd (USA)             | 77,5 kg  |
| Épaulé-jeté | Peng Liping (CHN)         | 115,0 kg RM | Siyka Stoeva (BUL)         | 97,5 kg  | Chhaya Adak (IND)            | 95,0 kg  |
| Total       | Peng Liping (CHN)         | 202,5 kg RM | Siyka Stoeva (BUL)         | 172,5 kg | Robin Byrd (USA)             | 172,5 kg |
| 56 kg       |                           |             |                            |          |                              |          |
| Arraché     | Sun Caiyan (CHN)          | 92,5 kg RM  | Neli Yankova (BUL)         | 80,0 kg  | Ni Chia-ping (TPE)           | 80,0 kg  |
| Épaulé-jeté | Sun Caiyan (CHN)          | 117,5 kg RM | Neli Yankova (BUL)         | 102,5 kg | Ni Chia-ping (TPE)           | 97,5 kg  |
| Total       | Sun Caiyan (CHN)          | 210,0 kg RM | Neli Yankova (BUL)         | 182,5 kg | Ni Chia-ping (TPE)           | 177,5 kg |
| 60 kg       |                           |             |                            |          |                              |          |
| Arraché     | Li Hongyun (CHN)          | 97,5 kg RM  | Maria Christoforidou (GRE) | 90,0 kg  | Won Soon-yi (KOR)            | 87,5 kg  |
| Épaulé-jeté | Li Hongyun (CHN)          | 125,0 kg RM | Gergana Kirilova (BUL)     | 105,0 kg | Maria Christoforidou (GRE)   | 105,0 kg |
| Total       | Li Hongyun (CHN)          | 222,5 kg RM | Maria Christoforidou (GRE) | 195,0 kg | Won Soon-yi (KOR)            | 192,5 kg |
| 67,5 kg     |                           |             |                            |          |                              |          |
| Arraché     | Milena Trendafilova (BUL) | 98,0 kg RM  | Gao Lijuan (CHN)           | 92,5 kg  | María Dolores Martínez (ESP) | 87,5 kg  |
| Épaulé-jeté | Gao Lijuan (CHN)          | 130,0 kg RM | Milena Trendafilova (BUL)  | 122,5 kg | Kim Dong-hee (KOR)           | 107,5 kg |
| Total       | Gao Lijuan (CHN)          | 222,5 kg RM | Milena Trendafilova (BUL)  | 220,0 kg | María Dolores Martínez (ESP) | 192,5 kg |
| 75 kg       |                           |             |                            |          |                              |          |
| Arraché     | Hua Ju (CHN)              | 107,5 kg RM | Arlys Johnson (USA)        | 92,5 kg  | Kumi Haseba (JPN)            | 90,0 kg  |
| Épaulé-jeté | Hua Ju (CHN)              | 130,0 kg    | Kumi Haseba (JPN)          | 115,0 kg | Mária Takács (HUN)           | 115,0 kg |
| Total       | Hua Ju (CHN)              | 237,5 kg    | Kumi Haseba (JPN)          | 205,0 kg | Mária Takács (HUN)           | 205,0 kg |
| 82,5 kg     |                           |             |                            |          |                              |          |
| Arraché     | Zhang Xiaoli (CHN)        | 110,0 kg RM | Chen Shu-chih (TPE)        | 95,0 kg  | Veronika Tóbiás (HUN)        | 92,5 kg  |
| Épaulé-jeté | Zhang Xiaoli (CHN)        | 142,5 kg RM | Chen Shu-chih (TPE)        | 115,0 kg | Valkana Tosheva (BUL)        | 112,5 kg |
| Total       | Zhang Xiaoli (CHN)        | 252,5 kg RM | Chen Shu-chih (TPE)        | 210,0 kg | Valkana Tosheva (BUL)        | 197,5 kg |
| +82,5 kg    |                           |             |                            |          |                              |          |
| Arraché     | Li Yajuan (CHN)           | 115,0 kg RM | Sylvie Iskin (FRA)         | 92,5 kg  | Eridania Segura (DOM)        | 92,5 kg  |
| Épaulé-jeté | Li Yajuan (CHN)           | 150,0 kg RM | Erika Takács (HUN)         | 122,5 kg | Lubov Grigurko (CEI)         | 110,0 kg |
| Total       | Li Yajuan (CHN)           | 265,0 kg RM | Erika Takács (HUN)         | 215,0 kg | Eridania Segura (DOM)        | 202,5 kg |